# Куземино (Вологодская область)
Куземино — деревня в Устюженском районе Вологодской области.
Входит в состав Никольского сельского поселения, с точки зрения административно-территориального деления — в Никольский сельсовет.
Расстояние по автодороге до районного центра Устюжны — 34 км, до центра муниципального образования деревни Никола — 10 км. Ближайшие населённые пункты — Воронцы, Воротишино, Цампелово.
Население по данным переписи 2002 года — 9 человек.